# James Alexander Murray
Pour les articles homonymes, voir James Murray.
James Alexander Murray (Moncton, 9 novembre 1864 - Sussex, 15 février 1960) est un homme politique, membre du Parti conservateur et Premier ministre du Nouveau-Brunswick.

## Biographie
James Alexander Murray nait en 1864 à Moncton, au Nouveau-Brunswick.
C'est au niveau local qu'il commence sa carrière politique en étant élu conseiller municipal de Sussex de 1904 à 1905 puis maire de cette même ville 1906 à 1907. Il est ensuite élu à l'Assemblée législative du Nouveau-Brunswick le 3 mars 1908 en tant que député de la circonscription de Kings sous l'étiquette conservatrice. Il est réélu en 1912, 1914 et 1917. Durant cette période, il est ministre sans portefeuille du 16 octobre 1911 au 17 juin 1912, président du conseil exécutif du 17 juin 1912 au 22 janvier 1914 et ministre de l'agriculture du 22 janvier 1914 au 4 avril 1917.
Il devient Premier ministre en 1917. Son gouvernement est toutefois défait aux élections générales quelques semaines plus tard. James Alexander Murray est devenu membre de la Royal Society le 7 mai 1925. Il meurt le 15 février 1960 à Sussex.